# EMBOSS
EMBOSS est un logiciel gratuit en open source de l'Institut européen de bio-informatique (EBI) dont l'acronyme signifie European Molecular Biology Open Software Suite. Il a été développé à l'intention des utilisateurs dans les domaines de la biologie moléculaire et de la bio-informatique. Il permet de traiter des données et notamment des séquences biologiques importées depuis internet dans une large gamme de formats différents. Il dispose de bibliothèques de fonctions permettant l'analyse des séquences — alignement de séquences, recherches de modèles de séquences dans des bases de données, identification de motifs structuraux de protéines (dont l'analyse des domaines), etc. — à l'aide d'outils homogènes et peut également être utilisé pour développer d'autres logiciels en open source.